# A Patkányfogó (regény)
A Patkányfogó (1877) a hetedik része Émile Zola 20 kötetes sorozatának, a Les Rougon-Macquart-nak.
A legtöbben Zola mesterművének tartják – mint egy tanulmány, ami Párizs munkás rétegének az alkoholizmusával és szegénységével foglalkozik. A regény óriási sikereket ért el az olvasók körében, és megalapozta Zola hírnevét Franciaországban és a világon mindenütt.
Magyarul először a Népszava-Könyvkereskedés kiadásában jelent meg a mű, Bresztovszky Ernő fordításában, 1918-ban, majd Antal László új fordításában az Európa Könyvkiadónál, 1961-ben.

## A történet
|  | Alább a cselekmény részletei következnek! |

A regény Gervaise Macquart-ról szól, akit az író már röviden bemutatott a sorozat első kötetében, a La Fortune des Rougon-ban, amint Párizsba menekül az életképtelen szeretőjével, Lantier-vel, hogy aztán ott mosónőként dolgozzon a város egyik legnyomorúságosabb negyedében. A Patkányfogó Gervaise-zel kezdődik, akit Lantier magára hagyott a két kisfiával. Később összeáll Coupeau-val, a tetőfedővel, akivel össze is házasodik: az esküvői parti a kaotikus úttal a Louvre-ba talán Zola egyik leghíresebb képe. A pozitív körülményeknek köszönhetően Gervaise képes annyi pénzt félretenni, hogy megnyissa a saját mosodáját, ami azonnal népszerű lesz, és a pár boldogsága a lányuk, Anna (akit Nanának becéznek) születésével tetézik. (Nana Zola egy későbbi regényének főszereplője). A pozitívumok mellett a negatív végre utal a szerző azzal az epizóddal, ahol a fiatal pár találkozik az öreg alkoholista sírásóval, Bazouge apóval, aki félig részegen kilátásba helyezi Gervaise számára is minden ember útját...
A regény második részében Gervaise pályája elkezd lefelé ívelni. Coupeau súlyosan megsérül, amikor leesik az új kórház tetejéről, amit éppen épít, miután Nana elvonja a figyelmét. Megsérül a gerince, amiből a felépülés hosszú és fájdalmas, ezalatt elkezd inni. Néhány fejezettel később a férfi már bosszúszomjas, ami az alkoholizmussal párosulva hozzájárul ahhoz, hogy már nem is keres munkát. Gervaise küzd, hogy egyben tartsa az otthonukat, de a túlzott büszkesége néhány megalázó bukáshoz vezeti, mielőtt még mindent elveszítene. A családot megzavarja Lantier visszatérése, akit Coupeau melegen üdvözöl – ezen a ponton elveszti az érdeklődését mind Gervaise, mind a világ iránt, és súlyos beteg lesz. Az egyre növekvő káosz és pénzügyi megterhelés már sok Gervaise-nek, aki elveszti a mosodáját, és súlyos adósságba süllyed. Úgy dönt, csatlakozik Coupeau-hoz és inni kezd, majd lassan ő is az alkoholizmusba süllyed. A leányuk, Nana a prostitúcióban keres menekülést a családi káosz elől. Coupeau nem sokkal később kórházba kerül, és Delirium tremensbe esik. Borzalmas hallucinációk között pusztul el. A nő tovább süllyed, és fizetésképtelensége miatt kilakoltatják, de a lépcső alatt kap kegyelemből egy zugot. Teljesen elbutul, az utcagyerekek és a házlakók gúnyolódásának céltáblája lesz. Végül már senki sem törődik vele, és csak két nap után találják meg rothadó holttestét a lépcső alatt. A regény azzal végződik, hogy az öreg sírásó, Bazouge apó kolduskoporsóba teszi. Az író az ő szájába adja a nagy bölcsességet: „Mindenki idejut... Nem kell tolakodni, jut hely mindenkinek... Szamárság sietni, csak hátráltatja magát az ember... Én csak örülök, ha örömet szerezhetek. Az egyik szívesen jön, a másik vonakodva... Ez itt nem akart, aztán meg nagyon akart. Akkor meg váratták. Na, most itt van, végre elérte! Rajta hát, vidáman!”
|  | Itt a vége a cselekmény részletezésének! |

## Kritika
Zola sokat dolgozott azon, hogy utána járjon, milyen szavakat és kifejezéseket használt akkoriban az utca embere, hogy minél realisztikusabban tudja megírni a regényt. Sok kortárs szlenget és káromkodást használt, hogy visszaadja az autentikus hangulatot. A sokkoló leírása a 19. századi Párizs munkásosztályáról nagy csodálatot vívott ki a maga korában, és vív ki még manapság is. Sok antialkoholista, vagy mértékletességet hirdető munkás úgy gondolta, hogy a mű az alkoholizmus veszélyeit mutatja be, bár Zola mindig is mondta, hogy több van a regényében ennél. Sokan kritizálták azért, mert túlságosan mélyre menően mutatta be az életet, valamint azért, mert túl sok káromkodást és vulgáris kifejezést használt, illetve mert hogy a munkásságot reménytelen iszákosokként festette le. Zola elutasította ezeket a kritikákat, azt válaszolva, hogy ő egyszerűen csak egy valóságos képet akart festeni az életről.

## Magyarul
- Zola Emil: Az emberirtó ("Assommoir."). Egy család története – Regény két kötetben; ford. Nyáry László, Pfeifer Ferdinánd, Bp., 1879
- A patkányfogó, 1-2.; ford. Bresztovszky Ernő; Népszava, Bp., 1918
- Az emberirtó. Egy család természetrajza és szociális története a második császárság korában; ford. Kovács Zoltán; Révai, Bp., 1923 (Zola: A Rougon-Macquart család)
- Az emberirtó, 1-3.; sajtó alá rend., bev. Ambrus Zoltán, ford. Szini Gyula; Gutenberg, Bp., 1929 (A Gutenberg Könyvkiadó Vállalat könyvei)
- A patkányfogó; ford. Antal László; Európa, Bp., 1961 (Émile Zola: A Rougon-Macquart család)

## Képtár
- A Patkányfogó egy amerikai színház plakátján 1879-ből
- A francia címlap
- Korabeli illusztráció a regényhez
- Korabeli illusztráció a regényhez
- Korabeli illusztráció a regényhez
- Korabeli illusztráció a regényhez